# Gonubie
Gonubie este un oraș din Provincia Eastern Cape, Africa de Sud.